# فینال‌های ان‌بی‌ای ۲۰۱۶
فینال‌های ان‌بی‌ای ۲۰۱۶ (انگلیسی: 2016 NBA Finals)، سری قهرمانی لیگ بسکتبال حرفه‌ای آمریکا (ان‌بی‌ای) در فصل ۱۶–۲۰۱۵ و پایان‌بخش پلی‌آف‌های این فصل بود. در این سری که تکرار فینال سال ۲۰۱۵ محسوب می‌شد، کلیولند کاوالیرز (قهرمان کنفرانس شرق) توانست گلدن استیت واریرز (مدافع عنوان قهرمانی و قهرمان کنفرانس غرب) را پس از هفت بازی شکست دهد و نخستین قهرمانی تاریخ خود را کسب کند. این پیروزی، به نفرین ورزشی کلیولند که از قهرمانی کلیولند براونز در مسابقات ان‌اف‌ال ۱۹۶۴ آغاز شده بود، پایان داد. لبرون جیمز، ستاره کاوالیرز، با میانگین ۲۹٫۷ امتیاز، ۱۱٫۳ ریباند و ۸٫۹ پاس منجر به امتیاز، به اتفاق‌آرا به عنوان باارزش‌ترین بازیکن فینال‌ها (MVP) انتخاب شد. او همچنین نخستین بازیکن تاریخ ان‌بی‌ای بود که در یک سری پلی‌آف در همه شاخص‌های اصلی (امتیاز، ریباند، پاس منجر به امتیاز، توپ ربایی و بلاک) پیشتاز تمام بازیکنان شد.